# Terme (district)
Terme is een Turks district in de provincie Samsun en telt 74.833 inwoners (2007). Het district heeft een oppervlakte van 456,1 km². Hoofdplaats is Terme.
De bevolkingsontwikkeling van het district is weergegeven in onderstaande tabel.
| 1997   | 2000   | 2007   |
| ------ | ------ | ------ |
| 77.659 | 82.608 | 74.833 |